# 미녹시딜
미녹시딜(Minoxidil)은 항고혈압 혈관확장제로 개발된 남성형 탈모증 치료제이다. 그러나 원형 탈모증에 대해서는 효과가 입증되지 않았다. 경구 투여용 캡슐은 전문의약품으로 처방이 필요하며, 액제나 겔제 같이 국소 도포하는 제형은 일반의약품으로 판매된다.

## 의학적 사용
미녹시딜을 고혈압에 사용하는 경우, 다른 두 가지 고혈압약과 이뇨제에도 치료 반응이 없는 중증 고혈압 환자에게 사용하기 위해 처음에는 사용하지 않는 것이 일반적이다. 나트륨과 칼륨 축적(고나트륨혈증, 고칼륨혈증)을 예방하기 위해 고리 이뇨제와 대개 함께 투여한다. 또한 반사성 빈맥을 일으킬 수 있으므로 베타 차단제와 병용한다.

### 탈모
미녹시딜 국소 도포제는 탈모 치료에 사용한다. 성별에 관계없이, 안드로겐성 탈모 환자의 모발 성장 보조에 효과적이다. 남은 모낭을 계속 지지하고 재성장하는 모발을 유지하기 위해 미녹시딜 사용은 무기한 지속한다.
모발 손실을 줄이고 모발 재성장을 촉진하기 위해 저용량 경구 미녹시딜(low-dose oral minoxidil, LDOM)을 오프라벨로 사용한다. 경구 미녹시딜은 국소 제형 사용에 어려움을 겪는 환자에게 효과적이면서도 내약성 좋은 치료 대안으로 밝혀져 있다.